# Juan Bolea
Juan Antonio Bolea Fernández-Pujol conocido como Juan Bolea (Cádiz, 1959) es un escritor y periodista español residente en Zaragoza, licenciado en Geografía e Historia.

## Biografía
Su obra ha sido editada en más de una veintena de países y está en posesión de numerosos premios y reconocimientos. Está considerado como uno de los escritores españoles que ha renovado la novela de intriga. En el año 2018 fue Premio de las Letras Aragonesas.
A lo largo de su carrera literaria ha cultivado diferentes géneros: el relato de aventuras, la sátira política o el thriller psicológico. Su serie policíaca protagonizada por la inspectora Martina de Santo y compuesta hasta la fecha por cuatro títulos: Los hermanos de la costa, La mariposa de obsidiana, Crímenes para una exposición y Un asesino irresistible, ha sido muy elogiada por los lectores.
Fue concejal de cultura en el Ayuntamiento de Zaragoza en el mandato de Luisa Fernanda Rudi.

## Obras
- Casa de indianos 2025 Menoscuarto Ediciones. ISBN 9788419964335
- El síndrome de Jerusalén 2016 Editorial La Trama. ISBN 9788466659123
- Parecido a un asesinato 2015 Editorial Espasa
- El oro de los jíbaros 2013[6]
- Pálido monstruo 2012
- La melancolía de los hombres pájaro 2011
- Orquídeas negras 2010
- Un asesino irresistible 2009
- Crímenes para una exposición 2007
- El mánager 2007
- La mariposa de obsidiana 2006
- Los hermanos de la costa 2005
- El gobernador 2003
- El color del Índico 1996
- Mulata 1992
- El palacio de los jardines oblicuos 1981

## Premios
- 1980: Premio Ciudad de Alcalá de Narrativa por “El palacio de los jardines oblicuos”
- 2011: II edición del Premio Abogados de Novela con La melancolía de los hombres pájaro.[7]

## Festival Aragón Negro
Juan Bolea es el principal impulsor de un festival de novela negra denominado Festival Aragón Negro, que se celebra en Zaragoza entre el 27 de enero y el 2 de febrero de 2014, y que nace con idea de perpetuarse como un evento dedicado a la novela, teatro, cine, cómic, fotografía, gastronomía y restauración.
En las sucesivas ediciones de este festival las sedes se dan distribuido por las localidades aragonesas de Huesca, Calatayud, Gelsa, Pina de Ebro, Valderrobres, Calamocha y Cadrete siendo Juan Bolea el coordinador general de todas las actividades.

## Policías de ficción
Martina de Santo que aparece en varias novelas y es subinspectora de la brigada de Homicidios de la Policía de Bolscan, una ciudad ficticia situada en el norte de España.